# Kūh-e Bozsīnā
Kūh-e Bozsīnā (persiska: کوه بزسینا, كوهِ بُزسينا) är ett berg i Iran.   Det ligger i provinsen Västazarbaijan, i den nordvästra delen av landet, 600 km väster om huvudstaden Teheran. Toppen på Kūh-e Bozsīnā är 3 457 meter över havet.
Terrängen runt Kūh-e Bozsīnā är kuperad åt sydväst, men åt nordost är den bergig. Kūh-e Bozsīnā ligger uppe på en höjd som går i öst-västlig riktning. Kūh-e Bozsīnā är den högsta punkten i trakten. Runt Kūh-e Bozsīnā är det ganska tätbefolkat, med 108 invånare per kvadratkilometer. Närmaste större samhälle är Gelāz, 13,6 km öster om Kūh-e Bozsīnā. Trakten runt Kūh-e Bozsīnā består i huvudsak av gräsmarker.